# Pablo Martínez Martínez
Pablo Martínez Martínez (Madrid, 3 settembre 1971) è un ex cestista spagnolo.
È il figlio di Juan Antonio Martínez e il fratello di Gonzalo Martínez, a loro volta cestisti.

## Palmarès
- Copa del Rey: 1

Estudiantes: 1992